# 静寧県
静寧県（せいねい-けん）は中華人民共和国甘粛省平涼市に位置する県。県人民政府の所在地は城区街道。

## 地理
静寧県は東経105度20分から106度05分、北緯35度01分から35度45分に位置し、東北は寧夏回族自治区の隆徳県・西吉県、西は通渭県、南は秦安県、西北は会寧県、東南は荘浪県に隣接する。

## 行政区画
1街道、17鎮、7郷を管轄：
- 街道：城区街道
- 鎮：城関鎮、威戎鎮、界石鋪鎮、八里鎮、李店鎮、古城鎮、仁大鎮、甘溝鎮、城川鎮、曹務鎮、雷大鎮、四河鎮、細巷鎮、双峴鎮、治平鎮、紅寺鎮、原安鎮
- 郷：司橋郷、余湾郷、賈河郷、深溝郷、新店郷、三合郷、霊芝郷

## 交通

### 道路
- 高速道路
  -  青蘭高速道路（中国語版）
  -  静天高速道路
- 国道
  - G312国道
  - G566国道（中国語版）